# ۴۲۴ (قمری)
۴۲۴ (قمری)، چهارصد و بیست و چهارمین سال در گاهشماری هجری قمری است. اول محرم این سال برابر با سیزدهم دسامبر سال ۱۰۳۲ میلادی است.